# Klaus von Baranoff

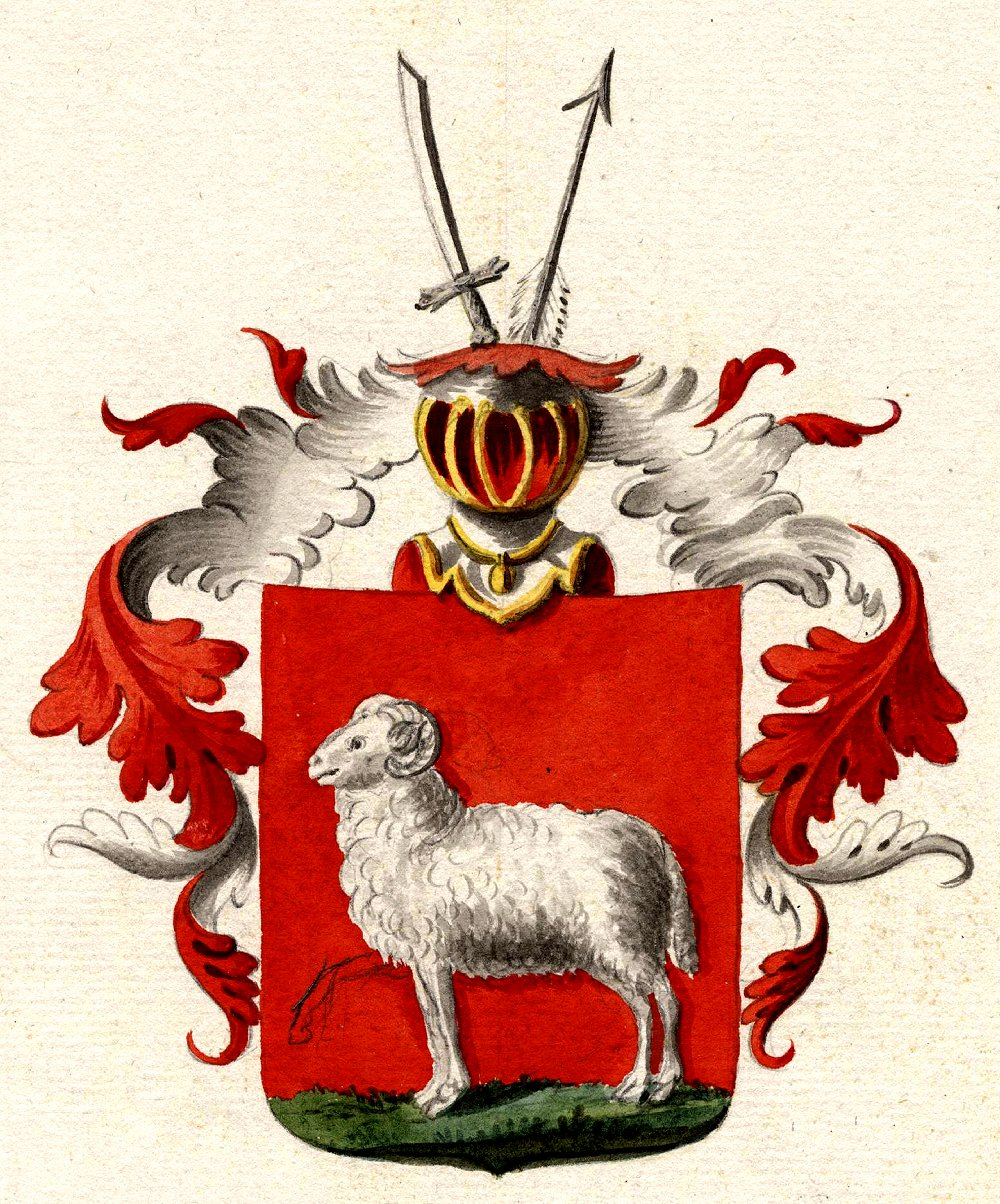
Wappen der baltischen Baranoffs (ab 1666)

Klaus Gustav von Baranoff (* 18. Mai 1753 in Reval; † 12. April 1814 in Dorpat) war ein estländischer Jurist und Landrat.

## Leben
Klaus Gustav studierte 1768 Rechtswissenschaften an der Universität Leipzig. Danach bekleidete er die Ämter eines Hakenrichters und später Kreisrichters in Estland. Von 1799 bis 1810 war er estländischer Landrat und Oberlandgerichtsassessor. Ab 1799 war er der, von der Estländischen Ritterschaft bestellte, Kurator an der neu gegründeten Kaiserlichen Universität Dorpat, die 1802 ihren Lehrbetrieb aufnahm.

## Freimaurer
In Estland und Livland wurden die Ämter der Landrichter und ihrer beiden Assessoren größtenteils dem Adel übertragen. Die Neuordnung in den Jahren 1783 führte ebenfalls dazu, dass diese Ämter von ehemaligen Offizieren besetzt wurden, die ihre aktive Laufbahn beendet hatten. Von den 23 bekannten Kreishauptmännern – teilweise auch Ordnungsrichter genannt – waren vier Freimaurer, dieses waren Klaus Gustav von Baranoff (Loge Isis) für den Kreis Reval, Philipp Axel Freiherr von Köhler (Loge Bruderliebe, ab 1818 Loge Drei Streithämmer) für Hapsal, Georg Gustav von Wrangell (Loge Isis) für Wesenberg und Otto Hermann von Mohrenschild (Loge Bruderliebe) für Weißenstein.

## Herkunft und Familie
Das Adelsgeschlecht Baranoff stammte aus einer russischen uradeligen Familie, deren Vorfahren in der Mitte des 16. Jahrhunderts in Estland und Livland beheimatet waren. Sein Vater war der estländische Landrat, baltische Großgrundbesitzer und russische Wirkliche Staatsrat Karl Gustav von Baranoff (1713–1796). Dieser war Herr von Waetz, Penningby, Arroküll, Rabbifer (Gemeinde Kohila), Pergel, Groß-Lechtigall, Niens, Allenküll, Tacknal und Bremerfeld in Estland und Kardis (Jõgeva (Landgemeinde)) in Livland. Diese Güter gingen nach dem Tod seines Vaters in seinen Besitz über. Seine Mutter war Margarethe Elisabeth von Baranoff, eine geborene von Derfelden a.d.H. Klosterhof (1715–1801) in Livland. Klaus Gustav heiratete 1776 in Ronneburg (Lettland) Eleonora Christina Elisabeth Freiin Gylienstjerna af Lundholm (1759–1800). Ihre Nachkommen waren:
- Margareth Agnete (1777–1847) ⚭ Adolf Friedrich Baron von Toll (1773–1805)
- Henriette Maria (* 1783 in Pergel, Gemeinde Raasiku, † 1833 in Dorpat) ⚭ Georg Gustaf Graf von Stenbock (1780–1816)
- Christoph Peter Friedrich (* 1786 in Pergel; † 1857 in Reval) ⚭ Charlotte Wilhelmine von Fock (1785–1862)
- Johann Louise (* 1787 in Reval; † 1858 in Kawast) ⚭ Gideon Johann von Fock (1787–1823)
- Moritz von Baranoff (* 1790 in Pergel; † 1845 in Mahiljou) russischer Generalleutnant ⚭ Johanna Juliane von Baranoff a.d.H. Poidiser
  - Nikolai Karl von Baranoff (* 1825 in Dubno; † 1903 in Sankt Petersburg), russischer Generalleutnant
  - Alexander von Baranoff (* 1837 in Reval; † 1905), russischer Generalleutnant
- Margarethe Maria (1791–1839) ⚭ 1. Hermann von Rummel († 1834), 2. Friedrich Joseph von den Brincken († 1843 in Kiew) Kronförster zu Mitau, Großherzoglich badischer Forstmeister